# 滿月蛤目
滿月蛤目（學名：Lucinida），又名花前鳥蛤目，是生物分类学一個在海水生活的目級双壳纲软体动物分類。

## 分類

### 科
根據由 Bieler, Carter & Coan 在2010年發表的雙殼綱新分類體系，滿月蛤科跟無齒蛤科合組成為滿月蛤目，包括下列兩個總科：
- 滿月蛤總科 Lucinoidea J. Fleming, 1828
  - 满月蛤科 Lucinidae
  - Family: †Mactromyidae
  - Family: †Paracyclidae
- 索足蛤總科 Thyasiroidea Dall, 1900 (1895)
  - 索足蛤科 Thyasiridae Dall, 1901